# Christoph de Royas y Spinola
Christoph de Royas y Spinola (span.: Cristóbal de Gentil de Rojas y Spinola; * um 1626 in Geldern, Spanische Niederlande; † 12. März 1695 in Wiener Neustadt) war ein flämisch-österreichischer Franziskaner, Kameralist und Politiker sowie später Bischof von Knin und von Wiener Neustadt.
Am Loccumer Hof in Hannover unternahm Christoph de Royas y Spinola als Ireniker gemeinsam mit dem lutherischen Abt Gerhard Wolter Molanus einen ernsthaften Versuch zur Wiedervereinigung von Katholiken und Protestanten.